# Eclissi solare del 14 settembre 2099
L'Eclissi solare del 14 settembre 2099, di tipo totale, è un evento astronomico che avrà luogo il suddetto giorno con centralità attorno alle ore 16:57 UTC.
L'eclissi avrà un'ampiezza massima di 241 chilometri e una durata di 5 minuti e 18 secondi,  attraversa ampiamente il mare ma sarà visibile sulla terraferma dal Canada e dagli Stati Uniti.

## Eclissi correlate

### Ciclo di Saros 136
L'evento fa parte del ciclo di Saros 136, che si ripete ogni 18 anni, 11 giorni, comprendente 71 eventi. La serie iniziò con un'eclissi solare parziale il 14 giugno 1360 e raggiunse una prima eclissi anulare l'8 settembre 1504. Comprende eclissi ibride dal 22 novembre 1612 al 17 gennaio 1703 ed eclissi totali dal 27 gennaio 1721 al 13 maggio 2496. La serie termina al membro 71 con un'eclissi parziale il 30 luglio 2622, con l'intera serie della durata di 1262 anni. L'eclissi più lunga si è verificata il 20 giugno 1955, con una durata massima della totalità a 7 minuti e 7 secondi. Tutte le eclissi di questa serie si verificano nel nodo discendente della Luna.